# Sala delle Udienze del Collegio del Cambio

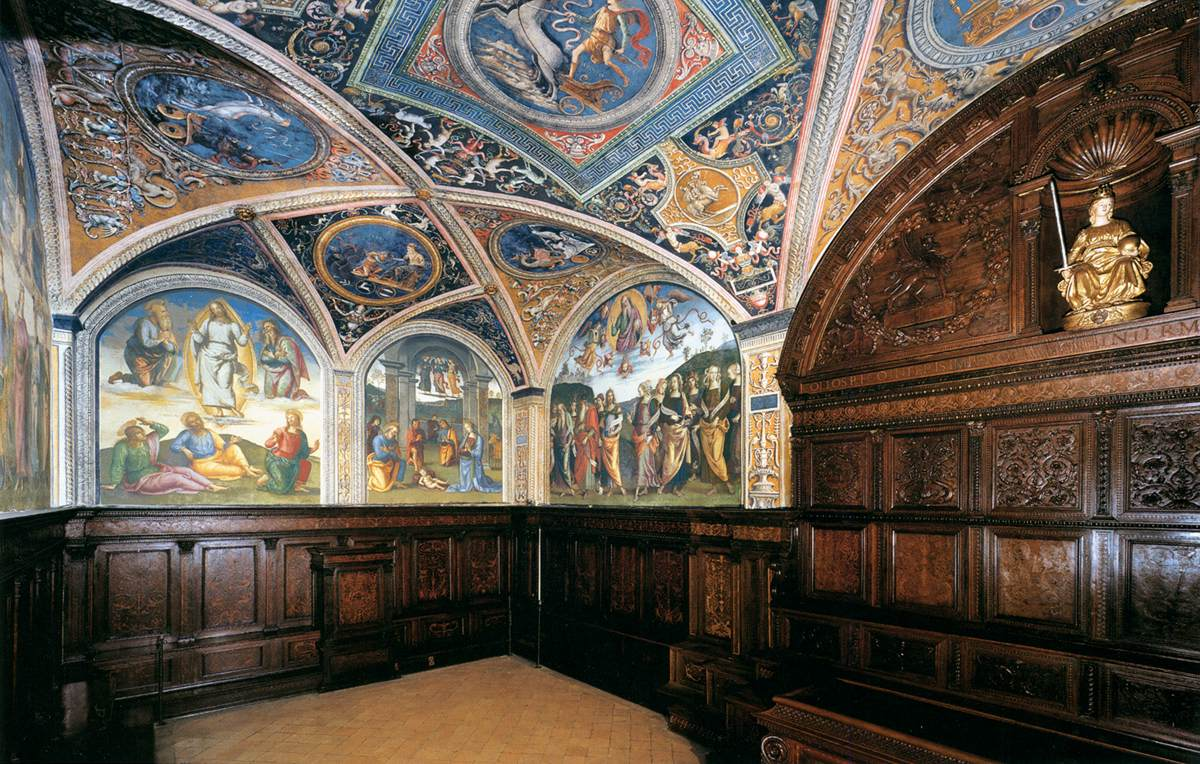
Une partie des boiseries et des fresques de la salle des Audiences.

La Sala delle Udienze del Collegio del Cambio (en français : salle des Audiences du Collège de la corporation du change) à Pérouse est le salon principal du siège du Collegio del Cambio local (corporation des changeurs de monnaie de la ville). 

## Histoire
L'Arte del Cambio avait reçu l'autorisation de s'établir dans des locaux à l'extrémité du Palazzo dei Priori à partir de 1452. Jusqu'en 1457 eurent lieu les travaux d'architecture et d'aménagement des pièces. Un vestibule décoré de boiseries baroques permet l'accès à la Sala delle  Udienze qui comprend, également en bois sculpté et marqueté, un banc de tribunal dû à Domenico del Tasso (1493), des bancs le long des parois, et une statue de la Justice  de Benedetto da Maiano dans une niche. La chapelle contiguë, le cycle de fresques de la Vie de saint Jean-Baptiste est de Giannicola di Paolo (1519).
En 1496 fut prise la décision de faire décorer par Le Pérugin la Sala delle Udienze, endroit où avaient lieu les réunions et centre des activités commerciales de la corporation, devenu fameux surtout pour un cycle de fresques peintes par Le Pérugin (1496-1500) au sommet de son art. Il s'agit du chef-d'œuvre de l'artiste et une des plus significatives références de la peinture italienne à la fin du Quattrocento. 

### Articles liés
- Collegio del Cambio
- Fresques du Collegio del Cambio
- Pérugin